# جرجودهن

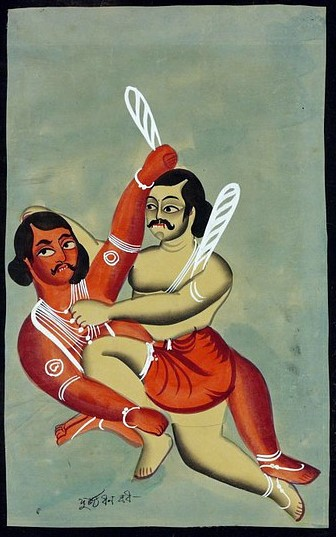
نمایی از تابلوی جرجودهن تحت تسلط بهیم. این اثر به سبک نقاشی هندی است. (حوالی ۱۸۸۵) «جرجودهن در جنگ کرکهیت شرکت جست و با بهیم جنگید، او در همان نبرد جان سپرد.»

جرجودهن یا دریودهن (سانسکریت: दुर्योधन)، از شخصیت‌های کلیدی رزمنامه هندی مهابهارت، پسر مهتر دهرتراشت از شهبانو گندهاری و بزرگترین کوروان بود. وی را مظهر کالی دانسته‌اند. او با کرن پسر ادیراث دوستی کرد و وی را، با آن که از تباری پست بود، به پادشاهی ولایت آنگا گماشت. وی به همراه شاکونی چندین بار علیه پاندوان توطئه نمود و سرانجام در بازی تاس و مهره ای که شاکونی ترتیب داده بود، ثروت عموزادگانش را از ایشان ربود. جرجودهن در جنگ کرکهیت شرکت جست و با بهیم جنگید در همان نبرد جان سپرد.